# Герб на Египет
Гербът на Египет (на арабски: شعار مصر) представлява позлатеният Орел на Саладин, чиято глава е извърната наляво, стъпил върху надписа на арабски جمهوريةمصر العربية, който де факто означава Арабска република Египет. На гърдите на орела има щит с цветовете на националното знаме на страната, но в този случай те са разположени вертикално, а не хоризонтално. Когато гербът се използва като елемент от египетското знаме, той е във видоизменена бяло-златиста форма.
По време на съюза със Сирия (1958 – 1961) и в последвалите десет години се запазва използването на двете зелени звезди, които са разположени централно на бялата лента от знамето. Между 1971 – 1984 орелът е заменен от златния Ястреб на Курейшите, който символизира принадлежността на Египет към просъщестувалата едва пет години Федерация на Арабските държави.

## Предишни гербове
- Герб на Султанство Египет (1914 – 1922).
- Герб на Република Египет (1953 – 1958).
- Герб на Обединената Арабска Република (Сирия 1958 – 1961 и Египет 1958 – 1971).
- Герб на Египет като член на Федерацията на Арабските държави и седем години след разпадането ѝ (1972 – 1984).
- Герб на Египет използван на правителствени и военни знамена.